# Agaricomycotina
Agaricomycotina je jedan od tri pododeljka Basidiomycota (gljive koje nose spore na bazidijama), i predstavlja sve gljive koje formiraju makroskopska plodna tela. Agaricomycotina sadrži preko 30.000 vrsta, podeljenih u tri klase: Tremellomycetes, Dacrymycetes, i Agaricomycetes. Oko 98% vrsta spada u klasu Agaricomycetes, uključujući sve agarike (pečurke sa škrgama), Polypore gljive, klavarioidne gljive, korticioidne gljive i gasteroidne gljive. Tremellomycetes sadrže mnoge bazidiomicetne kvasce i neke upadljive žele gljive. Dacrymycetes sadrži još jednu grupu žele gljiva. Ovi taksoni su zasnovani na molekularnom istraživanju, zasnovanom na kladističkoj analizi DNK sekvenci, i zamenjuju ranije klasifikacije zasnovane na morfologiji. Agaricomycotina sadrži skoro jednu trećinu svih opisanih vrsta gljiva.
Klasa Bartheletiomycetes sadrži jednu anomalnu vrstu bazidiomiceta koja raste na opalom lišću vrste Ginkgo biloba. Neki istraživači sugerišu da ovu klasu treba uključiti u Agaricomycotina.
- Amanita caesarea (Agaricomycetes)
- Geastrum saccatum (Agaricomycetes)
- Clathrus archeri (Agaricomycetes)
- Trametes versicolor (Agaricomycetes)
- Tremella fuciformis (Tremellomycetes)
- Calocera viscosa
(Dacrymycetes)

## Spoljašnje veze
- Mediji vezani za članak Agaricomycotina na Vikimedijinoj ostavi
- Tree of Life Agaricomycotina
- Hymenomycetes at the Tree of Life Web Project
- https://www.tandfonline.com/doi/full/10.1080/15572536.2006.11832621